# Themonik
Themonik właśc. Monika Gajewska, obecnie Monika Vezden (pseud. Mo Vezden) (ur. 28 marca 1979 w Gdańsku) – polska artystka i projektantka. 

## Życiorys
Wychowywała się i dorosła w Nigerii. Absolwentka projektowania ubioru i biżuterii na Akademii Sztuk Pięknych w Łodzi. Była studentką projektowania graficznego Europejskiej Akademii Sztuk w Warszawie. Zajmuje się projektowaniem: ubioru, dodatków i biżuterii. Wszystkie kolekcje Themonik powstają w pracowni, która mieści się w Willi „Jutrzenka” w miejscowości Konstancin-Jeziorna pod Warszawą. Themonik tworzy także na zamówienie klienta, jej styl przyciągnął m.in. Courtney Love, Edyta Bartosiewicz, Kora. Wielokrotnie była uczestnikiem Poland Fashion Week. Jej projekty ukazywały się na łamach czasopism takich, jak: „Vogue”,„Spin” czy „Under the influence”. Pracuje i mieszka w Konstancinie-Jeziornie. 

## Pokazy i wystawy
- Kolekcja męska Afrykemo.
- Wystawa biżuterii na zaproszenie ambasadora Polski w Nigerii – Promocja kultury europejskiej.
- Pokaz Afrykemo Nigerii (2008) i „Złota Nitka” Łódź (2009).